# Metrosexuality
Metrosexuality est une mini-série britannique en six épisodes de 45 minutes créée par Rikki Beadle-Blair et diffusée à partir du 21 février 2001 sur Channel 4.
En France, elle a été diffusée à partir du 30 septembre 2001 sur Jimmy, puis Pink TV.

## Synopsis
Elle raconte la vie d'un adolescent métis issu d'une famille homoparentale vivant à Notting Hill.

## Distribution
- Rikki Beadle-Blair (en) : Max
- Noel Clarke : Kwame O'Rielly
- Rebecca Varney : Asha
- Paul Keating (en) : Dean
- Karl Collins (en) : Jordan
- Silas Carson : Jonno
- Pui Fan Lee : Jaye
- Preeya Kalidas (en) : Flora
- Mat Fraser (en) : Marlon Gittar
- Frances Lima (en) : Gerri
- David Squire : Tel